# Nissi
Nissi eller Nissinjärvi är en sjö i Finland. Den ligger i kommunen Kuusamo i landskapet Norra Österbotten, i den nordöstra delen av landet, 700 km norr om huvudstaden Helsingfors. Nissi ligger 274,7 meter över havet. Den är 15,22 meter djup. Arean är 3,41 kvadratkilometer och strandlinjen är 17,91 kilometer lång. Sjön  ingår i Kems huvudavrinningsområde. 